# ケネス・ダム
ケネス・ウィラード・ダム（英語：Kenneth Willard Dam、1932年8月10日 - ）は、アメリカ合衆国の政治家、実業家。ロナルド・レーガン政権にて第8代アメリカ合衆国国務副長官、ジョージ・W・ブッシュ政権にて第9代アメリカ合衆国財務副長官を務め、国際経済開発の専門家として知られた。

## 生涯
1932年8月10日にカンザス州メリーズヴィルに誕生する。メリーズヴィル高校を卒業し、1954年にカンザス大学で理学士号、1957年にシカゴ大学法学大学院で法務博士号を取得した。
1957年から1958年までチャールズ・ウィッタカー連邦最高裁判所判事の下で法務書記として働き、続いて法律事務所 Cravath, Swaine & Moore に共同出資者として加わった。1960年にシカゴ大学で法学教授となり、1980年に学長となった。
また、共和党政権時代に以下の政府要職を務めた。
- 行政管理予算局国家安全保障及び国際問題担当部長補佐（1971年 - 1973年）
- ホワイトハウス経済政策委員会事務局長（1973年）
- 国務副長官（1982年9月23日 - 1985年6月15日）

1985年にロナルド・レーガン政権を離れた後、1992年までIBM社で法律及び対外関係担当部長を務めた。ダムは1992年に非営利法人ユナイテッド・ウェイの社長兼最高経営責任者を務め、大々的に報じられたスキャンダルの全容解明と組織再編を指揮した。その後、シカゴ大学法学大学院に教員として復帰した。

## 出版物
- The Law-Growth Nexus: The Rule of Law and Economic Development, Brookings Institution Press, 2006 ISBN 0-8157-1720-2
- The Rules of the Global Game: A New Look at US International Economic Playmaking, University Of Chicago Press, 2001 ISBN 0-226-13493-8
- Economic Policy Beyond the Headlines, with George P. Shultz, University of Chicago Press, second edition 1998 ISBN 0-226-75599-1
- The Rules of the Game: Reform and Evolution in the International Monetary System, University of Chicago Press, 1982 ISBN 0-226-13499-7
- Oil Resources: Who Gets What How?, University of Chicago Press, 1978 ISBN 0-226-13498-9